# Відносини Пакистан — НАТО

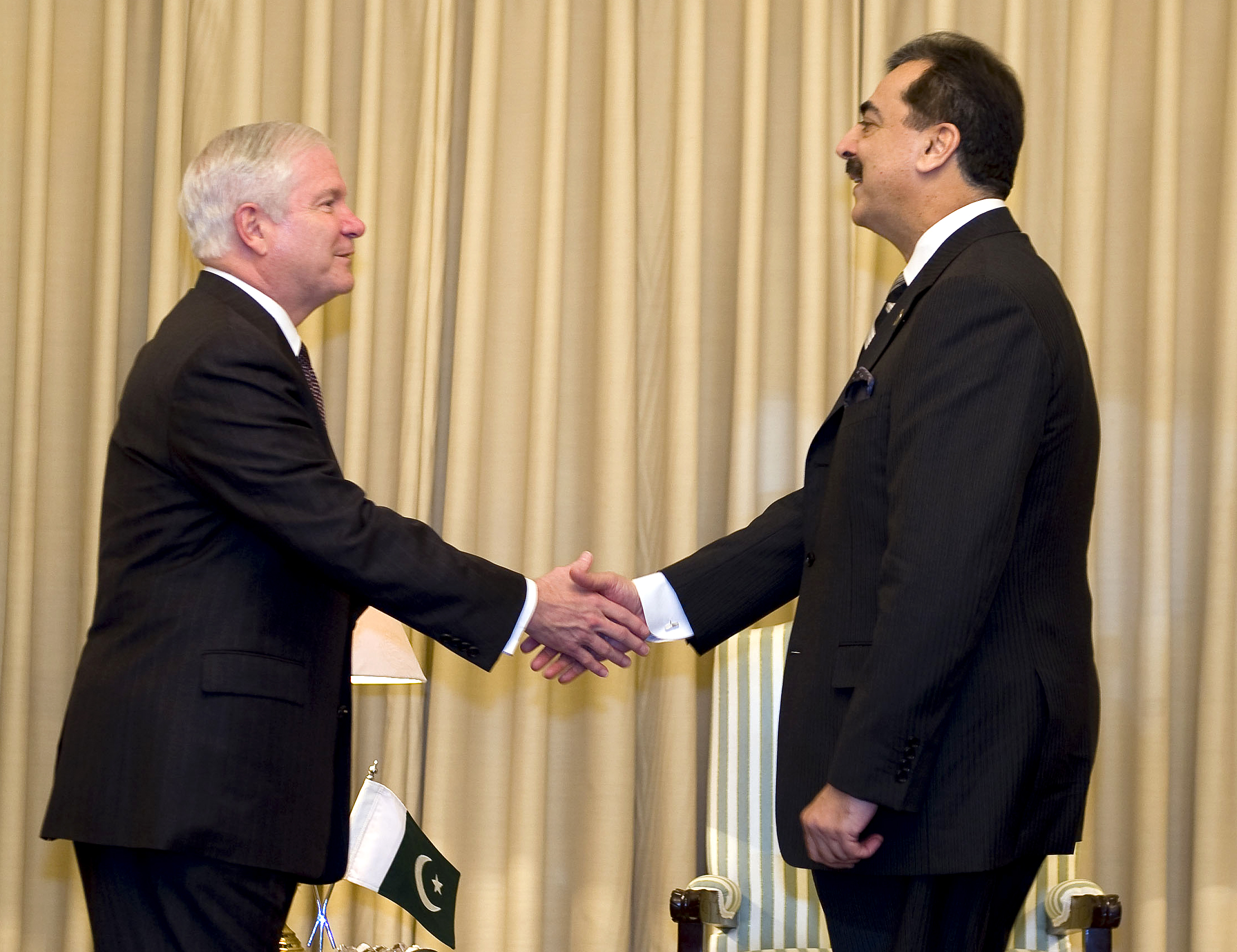
Міністр оборони США Роберт Гейтс потискує руку прем'єр-міністру Юсафу Разі Гіллані.

Маршрути постачання НАТО через Пакистан

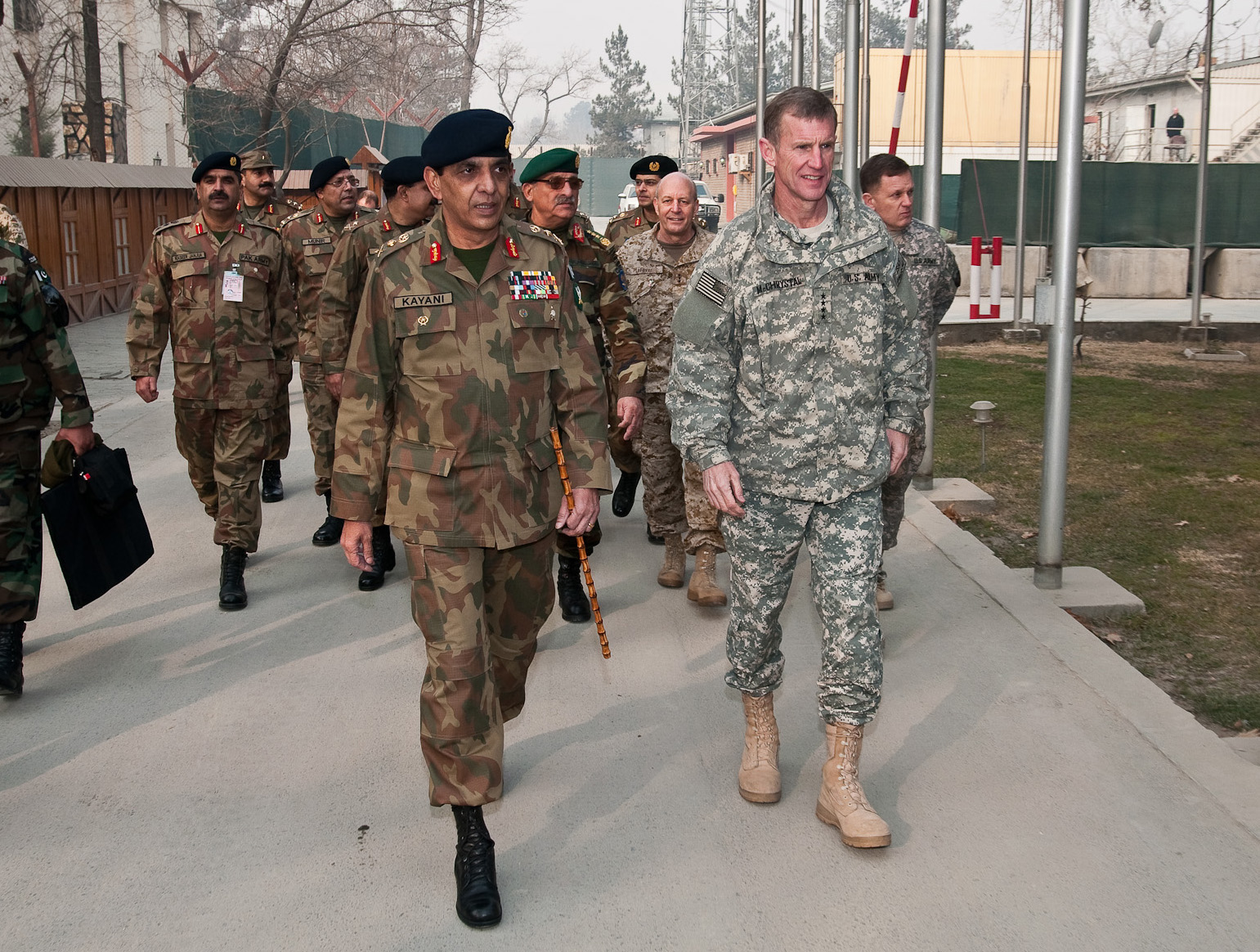
Начальник штабу армії Ашфак Первез Каяні та командувач Міжнародними силами сприяння безпеці НАТО (Афганістан) Стенлі А. Маккристал ведуть учасників до тристоронньої військової конференції в Кабулі

Відносини між Організацією Північноатлантичного договору таПакистаном — це міжвоєнні відносини між Пакистаном та військовим союзом із 30 держав, який називається НАТО.
За останні роки НАТО розвинуло відносини з низкою країн, що не входять до євроатлантичного простору, розглядаючи Пакистан як "партнерів по всьому світу". Лобійований та за підтримки державного секретаря Сполучених Штатів, генерального (відставного) Коліна Пауелла, Пакистан з 2004 року призначений " головним союзником, що не входить до НАТО".
Взаєморозуміння та співпраця між Пакистаном та НАТО зараз розвивається у кількох основних секторах: боротьба з повстанцями та тероризмом у Боснії та Афганістані, військове співробітництво, підтримка транспортних та логістичних операцій в Афганістані, нерозповсюдження та інші.

## Військові відносини та порозуміння

### Співпраця щодо боснійської війни
У 1994 р. Контингент Збройних сил Пакистану приєднався до Сил захисту ООН в Боснії (UNPROFOR) для підтримки операцій НАТО під час боснійської війни . Переглядаючи та визнаючи похвальну діяльність контингентів збройних сил Пакистану в якості миротворців ООН у Сомалі та Камбоджі, Організація Об'єднаних Націй звернулася до уряду Пакистану з проханням внести свої війська до Сил захисту ООН у Боснії та Герцеговині. У травні 1994 р. До Боснії та Хорватії виїхав 3000 контингент у складі двох груп батальйонів та штабу національної підтримки (НС). У тісній координації з ЦРУ ІСІ очолював розвідувальні операції, щоб приборкати повстання в Боснії.

### Стабільність в Афганістані та Центральній Азії
У 2007 році військові Пакистану та НАТО створили Спільний центр оперативно-розвідувальних операцій (JIOC) - спільну ініціативу, спрямовану на покращення розвідки між НАТО, МССБ і Пакистаном, яка була відкрита в Кабулі. За інформацією джерел у НАТО, постійна підтримка Пакистаном зусиль НАТО та МССБ в Афганістані залишається вирішальною для успіху місії НАТО. У 2007 році державний візит до штаб-квартири НАТО в Брюсселі, Бельгія, прем'єр-міністр Шаукат Азіз заявив :
"Пакистан прагне до сильного, стабільного Афганістану. Країною, яка виграє найбільше, після самого Афганістану, буде Пакистан " 
Хоча Пакистан висловив застереження щодо деяких оперативних питань, діалог щодо Афганістану продовжується з Альянсом.

## Конфлікт інтересів

### Інцидент із зарплатою
У 2011 році відносини НАТО з Пакистаном погіршуються після недружньої атаки поблизу кордону; У відповідь Пакистан припинив усі операції НАТО, бойкотував Боннську конференцію та виселив ВПС США з бази ВПС Шамсі. Суперечка була вирішена мирним шляхом, коли США офіційно вибачилися перед Пакистаном. У 2013 році військово-військові відносини між НАТО і Пакистаном були зміцнені після визнання НАТО важливої ролі Пакистану в регіоні та сприяння місії НАТО в Афганістані.
Порушення повітряного простору літаків НАТО в Пакистан були загальним джерелом тертя між двома сторонами.

### Логістика НАТО
В даний час існує два основних шляхи постачання НАТО, які проходять через Пакистан: один через Торкхем, а другий через Чаман . Лінії постачання часто блокувались в Пакистані через розбіжності з НАТО щодо таких питань, як інцидент із Салалою та напади безпілотників у Пакистані . Наприкінці 2013 року уряд провінції Хайбер-Пахтунхва, заснований компанією PTI, перекрив лінію постачання Торкхема на знак протесту проти атак безпілотників у Пакистані. Після прохання країн НАТО до Імран-хана відкрити маршрут, Хан відхилив його і заявив, що блокада триватиме доти, доки не припиняться атаки безпілотників.  З 2008 року маршрути поставок НАТО також зазнають нападу повстанських угруповань  і в тому ж році в інциденті було знищено ~ 42 танкери з нафтою, а пізніше того ж року 300 бойовиків атакували об'єкт у Пешаварі, який експлуатується Port World Логістика та підпали 96 вантажних автомобілів та шість контейнерів. 